# La Cumine
La Cumine est un sommet des monts du Cantal dans le Massif central.

## Géographie
La Cumine est située à l'ouest du puy Violent, sur la commune de Saint-Paul-de-Salers.

## Activités

### Protection environnementale
Le sommet est inclus dans la ZNIEFF de type 2 « Monts du Cantal », ainsi que dans la ZNIEFF de type 1 « Puy Mary ».

### Randonnée
Le sentier de grande randonnée 400 l'approche au nord.